# Zatoka (obwód odeski)
Zatoka (ukr./ros. Затока, rum. Bugaz) – osiedle typu miejskiego w południowo-zachodniej Ukrainie, w mieście wydzielonym Białogród nad Dniestrem, w obwodzie odeskim.
Zatoka położona jest w południowej Besarabii na mierzei Bugaz, oddzielającej Morze Czarne od Limanu Dniestru, 18 kilometrów na południe od Białogrodu nad Dniestrem. Przez miejscowość przechodzi trakcja kolejowa Odessa – Izmaił.